# Список послов СССР и России в Колумбии
В статье представлен список послов СССР и России в Колумбии.

## Хронология дипломатических отношений
- 25 июня 1935 — установлены дипломатические отношения.
- 3 — 4 февраля 1943 — открыты дипломатические миссии.
- 3 мая 1948 — дипломатические отношения прерваны правительством Колумбии.
- 19 января 1968 — дипломатические отношения восстановлены на уровне посольств.

## Список послов
| Срок полномочий                   | Посол                              | Годы жизни | Дата вручения верительных грамот | Комментарии |
| --------------------------------- | ---------------------------------- | ---------- | -------------------------------- | ----------- |
| СССР                              |                                    |            |                                  |             |
| 21 октября 1943 — 3 мая 1948      | Григорий Фёдорович Резанов         | 1905—1978  | 16 февраля 1944                  | Посланник   |
| 11 марта 1968 — 29 июля 1971      | Николай Андреевич Белоус           | 1913—?     | 25 мая 1968                      |             |
| 29 июля 1971 — 23 августа 1978    | Владимир Иванович Андреев          | 1925—1996  | 24 сентября 1971                 |             |
| 23 августа 1978 — 23 июня 1987    | Леонид Михайлович Романов          | 1928—1991  | 23 октября 1978                  |             |
| 23 июня 1987 — 27 января 1989     | Валерий Дмитриевич Николаенко      | 1941—      |                                  |             |
| 27 января 1989 — 25 декабря 1991  | Игорь Дмитриевич Бубнов            | 1931—2014  |                                  |             |
| Российская Федерация              |                                    |            |                                  |             |
| 25 декабря 1991 — 31 декабря 1992 | Игорь Дмитриевич Бубнов            | 1931—2014  |                                  |             |
| 31 декабря 1992 — 3 марта 1994    | Виктор Васильевич Смолин           | 1932—      |                                  |             |
| 23 августа 1994 — 23 июля 1999    | Эднан Тофик оглы Агаев             | 1956—      |                                  |             |
| 23 июля 1999 — 26 февраля 2003    | Виталий Викторович Макаров         | 1940—2017  |                                  |             |
| 26 февраля 2003 — 24 июня 2004    | Юрий Петрович Корчагин             | 1950—      |                                  |             |
| 24 июня 2004 — 21 февраля 2011    | Владимир Владимирович Трухановский | 1953—      |                                  |             |
| 21 февраля 2011 — 17 августа 2016 | Павел Артемьевич Сергиев           | 1951—      |                                  |             |
| 17 августа 2016 — 5 октября 2020  | Сергей Николаевич Кошкин           | 1954—      |                                  |             |
| 5 октября 2020 — настоящее время  | Николай Карлович Тавдумадзе        | 1956—      | 29 января 2021                   |             |